# Tomicha natalensis
Tomicha natalensis é uma espécie de gastrópode da família Pomatiopsidae.
É endémica da África do Sul.